# Bezirkskantor
Ein Bezirkskantor ist ein Kirchenmusiker, der einem oder mehreren Kirchenbezirken und Kirchenkreisen zugeordnet ist und dort besondere Verantwortung für das kirchenmusikalische und liturgische Leben trägt. In manchen Regionen und Kirchen heißt dieses Amt auch Dekanatskantor, bei mehr als einem Dekanat auch Regionalkantor; auch Kreiskantor oder Kirchenmusikwart sind gebräuchliche Bezeichnungen. Der Dienstsitz eines Bezirkskantors heißt in vielen Kirchen Bezirkskantorat oder Kreiskantorat.

## Aufgaben

### Kantorenausbildung
Eine wichtige Aufgabe ist in der Regel die Heranbildung und Begleitung von nebenamtlichen Organisten und Chorleitern in kirchenmusikalischem Unterricht (Orgel, Klavier und Stimmbildung) ohne oder mit Prüfungsziel (D/C-Prüfung). Dazu werden kirchenmusikalische Ausbildungskurse angeboten, die sowohl in das liturgische Orgelspiel als auch in Fachgebiete wie Musiktheorie, Gottesdienstkunde (Liturgik) und Gesangbuchkunde (Hymnologie) elementar einführen.

### Beratungsaufgaben und Fortbildungsangebote
Die Beratung aller Kirchenmusiker im zugewiesenen Sprengel gehört ebenfalls zu den wesentlichen Aufgaben. Dazu gehören auch Fragen der Literaturauswahl und ihrer liturgischen Verwendbarkeit.
Die Fortbildungen für nebenamtliche Kirchenmusiker, Lektoren, Prädikanten, aber auch für hauptamtliche Vikare, Kapläne, Pfarrer oder sonst in der Liturgie Tätige wird vom Bezirkskantor im Auge behalten. Er führt in der Regel in neue Gesangbücher ein, macht mit den gesanglichen Teilen neuer Liturgien und Agenden der jeweiligen Landeskirche vertraut und informiert über gottesdienstliche Entwicklungen, soweit sie die Kirchenmusik betreffen.
Für die nebenamtlichen Organisten seines Bereichs bietet der Bezirkskantor Orgelfahrten und Orgelexkursionen an, bei denen ausgewählte Instrumente der näheren und weiteren Umgebung vorgestellt werden. Gleichzeitig erörtert der Bezirkskantor an diesen Instrumenten Fragen im Blick auf die Geschichte des Orgelbaus, der Registrierkunde und der Interpretationskunst.

### Konzerttätigkeit
Er bietet für Vokalensembles, Bläserensembles und Kirchenchöre bezirksweite Projekte an, die in kleineren, ländlichen Gemeinden nicht möglich wären: Konzerte, Kirchenmusiktage, Werkwochen und musikalische Wochenenden werden dazu angeboten.

### Orgelpflege und Orgelbau
Der Bezirkskantor hat ein Auge auf alle Orgeln in den Kirchen und Kapellen seines Sprengels; er berät – im Einvernehmen mit den zuständigen Orgelsachverständigen – bei Um- und Neubauten von Instrumenten.

### Kontakte
Der Bezirkskantor hält Kontakt zur Leitung seines Kirchenbezirkes (z. B. Dekan, Superintendent und zum Landeskirchenmusikdirektor der jeweiligen Landeskirche oder Freikirche). Bei manchen Dienstaufträgen gehört auch der Kontakt zu den Posaunenchören und deren Chorleitern dazu.

### Publikationen
Der Bezirkskantor berichtet bei Bezirkssynoden, Kantorentreffen, Pastoralkonferenzen und Pfarrkonventen regelmäßig über die regionale und überregionale Entwicklung der Kirchenmusik. Er wirkt bei kirchenmusikalischen Publikationen mit, insbesondere, wenn sie seinen Sprengel betreffen.

## Qualifikationen
In manchen Landeskirchen ist für die hauptamtliche Wahrnehmung des Bezirkskantorenamtes ein kirchenmusikalisches A-Examen oder B-Examen erforderlich. Sowohl das Orgelspiel als auch die Chorleitung sind in der Regel gleichgewichtige Aufgaben des Bezirkskantors, die gehobenes Niveau erfordern.

## Zusammenarbeit
Der Bezirkskantor wirkt in manchen Landeskirchen zusammen mit einem Pfarrer für Kirchenmusik bzw. mit einem Vertrauenspfarrer für Kirchenmusik. Die größeren Veränderungen, aber auch Stellenbesetzungen und Aufgabenstrukturen, werden mit dieser Person abgestimmt. Ebenfalls hilfreich ist das gelegentliche theologische Gespräch über die gemeinsamen Themen und Grundlagen der Kirchenmusik. Einzelne Chöre und Sänger werden anlässlich von Jubiläen – nach gegenseitiger Absprache – geehrt.

## Liste von Bezirks-, Dekanats- und Regionalkantoren (Auswahl)
- Michael Benedict Bender
- Ingo Bredenbach
- Horst Christill
- Manfred Degen
- Karl Maria Doll
- Thomas Gabriel
- Georg Hagel
- Matthias Hanke
- Stefan Kagl
- Attila Kalman
- Markus Karas
- Joseph Kelemen
- Odilo Klasen
- Wolfgang Kleber
- Johannes Matthias Michel
- Hans-Eberhard Roß
- Rolf Schweizer
- Ludger Stühlmeyer